# Nancy McCredie
Nancy C. McCredie, po mężu Cranwell (ur. 5 lutego 1945 w Belleville, zm. 1 maja 2021) – kanadyjska lekkoatletka, specjalistka pchnięcia kulą i rzutu dyskiem, trzykrotna mistrzyni igrzysk panamerykańskich, olimpijka.

## Kariera sportowa
Zwyciężyła w pchnięciu kulą (wyprzedzając Amerykanki Cynthię Wyatt i Sharon Shepherd) oraz w rzucie dyskiem (przed Argentynką Ingeborg Pfüller i Sharon Shepherd) na igrzyskach panamerykańskich w 1963 w São Paulo. Zajęła 7. miejsce w pchnięciu kulą i odpadła w kwalifikacjach rzutu dyskiem na igrzyskach olimpijskich w 1964 w Tokio. Na igrzyskach Imperium Brytyjskiego i Wspólnoty Brytyjskiej w 1966 w Kingston zdobyła brązowy medal w pchnięciu kulą (przegrywając tylko z Valerie Young z Nowej Zelandii i Mary Peters z Irlandii Północnej), a także zajęła 5. miejsce w rzucie dyskiem.
Ponownie zwyciężyła w pchnięciu kulą (przed Lynn Graham ze Stanów Zjednoczonych i swą koleżanką z reprezentacji Kanady Maureen Dowds) na  igrzyskach panamerykańskich w 1967 w Winnipeg.
McCredie była mistrzynią Kanady w pchnięciu kulą w latach 1962–1967, w rzucie dyskiem w latach 1963–1966 oraz w rzucie oszczepem w 1965. Była wicemistrzynią swego kraju w rzucie dyskiem w 1962 i w rzucie oszczepem w 1964 oraz brązową medalistką w rzucie dyskiem w 1967 i w rzucie oszczepem w 1962.
Czterokrotnie poprawiała rekord Kanady w pchnięciu kulą do wyniku 16,24 m, uzyskanego 7 sierpnia 1964 w Saint-Lambert oraz pięciokrotnie w rzucie dyskiem do rezultatu 51,60 m, osiągniętego 31 lipca 1964 w East York.